# Zespół przyrodniczo-krajobrazowy „Suchogórski Labirynt Skalny”
Zespół przyrodniczo-krajobrazowy „Suchogórski Labirynt Skalny” – zespół przyrodniczo-krajobrazowy położony w północnej części Bytomia, na granicy z Tarnowskimi Górami, na wierzchołku i południowym stoku Suchej Góry (wzniesieniu Garbu Tarnogórskiego). Obejmuje obszar blisko 20 ha. Jest to drugi – po z. p.-k. „Żabie Doły” – tego typu zespół na terenie gminy.
Kontynuacją „Suchogórskiego Labiryntu Skalnego" po tarnogórskiej stronie granicy jest Zespół Przyrodniczo-Krajobrazowy „Doły Piekarskie".

## Historia

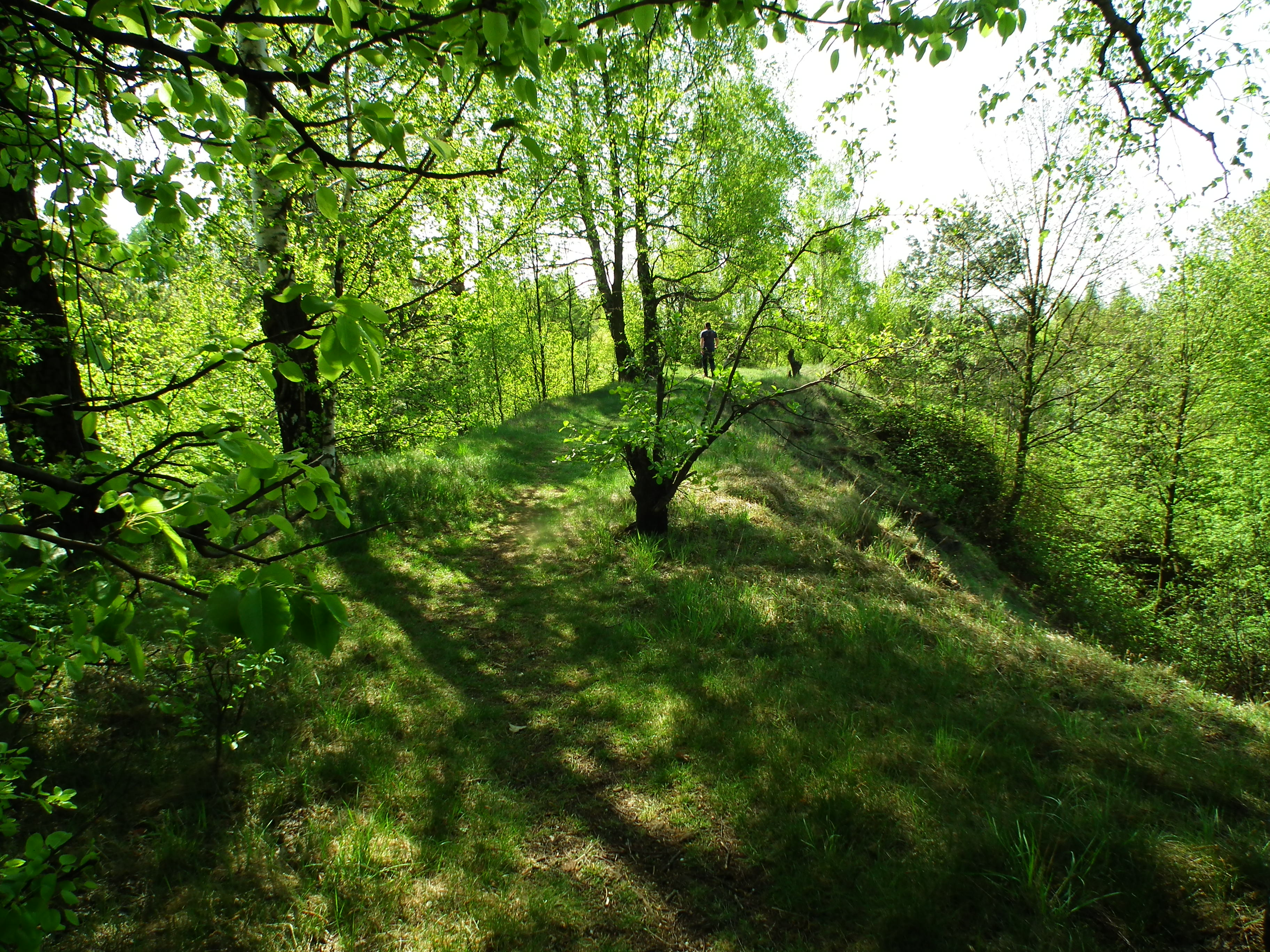
Jedno ze wzgórz

Pierwotnie teren uznany za obszar podlegający ochronie prawnej był eksploatowany górniczo. Pozyskiwano tu przede wszystkim dolomit i limonit. Po zakończeniu wydobycia teren zajęła roślinność. Zespół przyrodniczo-krajobrazowy „Suchogórski Labirynt Skalny" utworzono uchwałą rady gminy Bytom w roku 2008, jako kontynuacja powstałego w 2006 roku zespołu przyrodniczo-krajobrazowego „Doły Piekarskie" w Tarnowskich Górach.
Na terenie parku (na granicy Bytomia i Tarnowskich Gór) znajduje się zabytkowy kamień punktu triangulacyjnego z końca XIX wieku, stanowiący punkt zerowy pruskiego układu współrzędnych „Sucha Góra”.

## Walory przyrodniczo-krajobrazowe

### Ukształtowanie terenu
Obszar „Suchogórskiego Labiryntu Skalnego" jest niezwykle mocno zróżnicowany. Na skutek wcześniejszej eksploatacji powstały liczne zapadliska i doliny. Jednocześnie utworzyły się strome grzbiety, grzędy, pagórki i wąwozy. Na skutek tej różnorodności form powierzchniowych, zdecydowano się na przyjęcie nazwy labirynt dla całości obszaru.

### Fauna i flora
Obszar zespołu porastają liczne gatunki drzew, a przede wszystkim: brzoza brodawkowata, klon zwyczajny, jawor, lipa drobnolistna, sosna zwyczajna, dąb czerwony, robinia akacjowa i modrzew europejski. Uzupełnieniem są liczne gatunki krzewów oraz gatunki roślin chronionych – dziewięćsił bezłodygowy oraz kruszczyk szerokolistny.
„Suchogórski Labirynt Skalny" zasiedlają przede wszystkim liczne ptaki leśne oraz płazy.